# Episodi di Sanford (prima stagione)
La prima stagione della sit-com Sanford è stata trasmessa negli Stati Uniti dal 15 marzo 1980. In Italia questa stagione è trasmessa col titolo Sanford.
| nº | Titolo originale             | Titolo italiano | Prima TV USA   | Prima TV Italia |
| -- | ---------------------------- | --------------- | -------------- | --------------- |
| 1  | The Meeting: Part 1          |                 | 15 marzo 1980  |                 |
| 2  | The Meeting: Part 2          |                 | 22 marzo 1980  |                 |
| 3  | The Meeting: Part 3          |                 | 22 marzo 1980  |                 |
| 4  | The Still of the Night       |                 | 29 marzo 1980  |                 |
| 5  | Dinner at George's           |                 | 5 aprile 1980  |                 |
| 6  | Younger Than Springtime Am I |                 | 8 aprile 1980  |                 |
| 7  | Retrospective: Part 1        |                 | 15 aprile 1980 |                 |
| 8  | Retrospective: Part 2        |                 | 15 aprile 1980 |                 |
| 9  | Perfect Husband              |                 | 26 aprile 1980 |                 |
| 10 | The Ring                     |                 | 10 maggio 1980 |                 |
| 11 | Cissy and the Nephew         |                 | 17 maggio 1980 |                 |
| 12 | Cal's Diet: Part 1           |                 | 24 maggio 1980 |                 |
| 13 | Cal's Diet: Part 2           |                 | 24 maggio 1980 |                 |
| 14 | The Benefit                  |                 | 31 maggio 1980 |                 |